# Michiel van Haersma Buma
Michiel Age Pieter van Haersma Buma (Terneuzen, 18 april 1951) was een Nederlandse publieke bestuurder die sinds 2018 directeur-eigenaar van een consultancybureau is. Hij stamt uit het Friese geslacht Buma.
Na zijn gymnasium-opleiding aan het Maerlant-Lyceum in Den Haag studeerde Buma van 1971 tot 1976 rechten aan de Rijksuniversiteit te Utrecht. Van 1976 tot juli 1986 werkte hij aan de Universiteit van Utrecht; zijn laatste functie was adjunct-secretaris van de universiteit. Van 1986 tot 1996 was hij burgemeester van Markelo. In 1996 werd Buma burgemeester van Voorburg. Na de fusie van Voorburg met Leidschendam werd hij burgemeester van Leidschendam-Voorburg. Op 1 april 2007 werd Buma benoemd tot dijkgraaf van het hoogheemraadschap van Delfland, hetgeen hij bleef tot zijn ontslag per 1 juni 2018.
Buma is lid van de VVD en was tot november 2008 voorzitter van de VVD Bestuurdersvereniging. Daarnaast vervulde hij diverse bestuurs- en toezichtsfuncties en was hij 12 jaar voorzitter van de Raad voor de Financiële Verhoudingen en lid van de Raad voor het Openbaar Bestuur.
Hij trouwde in 1975 en kreeg drie kinderen.